# Patriarchat (jüdisch)
Das jüdische Patriarchat bezeichnet den nasi (Vorsitzenden) des Sanhedrins und bestand bis 415 n. Chr. in Palästina.
Der Beginn dieser Institution wurde in der Forschung unterschiedlich angesetzt. Die traditionelle Sichtweise geht davon aus, dass es die Stellung des nasi (Patriarchen) bereits vor der Zerstörung des Jerusalemer Tempels im Jahr 70 n. Chr. gegeben habe und dass er in der Zeit danach für religiöse Kontinuität sorgte. Dies wird in den rabbinischen Schriften an einigen Stellen nahegelegt, indem dieser Titel auf Hillel und die Zugot angewandt wird. Die neuere Forschung geht dagegen davon aus, dass diese Belege redaktioneller Natur sind und die spätere rabbinische Sicht in die Vergangenheit projizieren. Die Bezeichnung Hillels als nasi ist demnach als nachträglicher Ehrentitel anzusehen, wobei der Beginn des Amtes des jüdischen Patriarchen auf das zweite nachchristliche Jahrhundert angesetzt wird.

## Geschichte

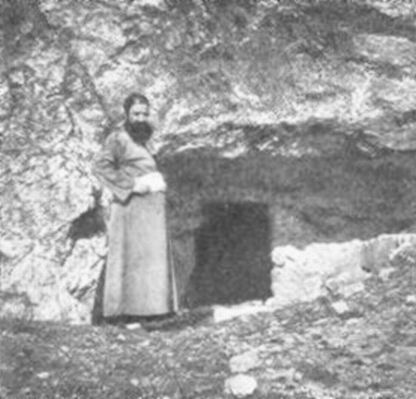
Grab des Hillel um 1900

Nachdem im Jahr 70 der Jerusalemer Tempel und Jerusalem von den Römern im Jüdischen Krieg zerstört worden waren, erhielt Rabbi Jochanan ben Sakkai von den römischen Herren die Erlaubnis, den Sitz des Sanhedrins nach Jawne zu verlegen; gleichzeitig wurde dort eine jüdische Schule errichtet. Da der Tempel und die Priesterschaft untergegangen waren, wurde der Hohe Rat nicht mehr vom Hohepriester, sondern von einem Patriarchen (nasi) geleitet; gleichzeitig übernahm die frühere Opposition, die Gruppe der Pharisäer, die Führung der Versammlung.
In Jawne blieb der Rat bis zum Bar-Kochba-Aufstand im Jahr 135; anschließend wurde die Schule zerstört; der Sanhedrin trat einige Jahre später für einige Zeit in Uscha in Galiläa zusammen. Aus dieser Zeit blieb eine große jüdische Gräberstadt in Bet Sche’arim erhalten, wo auch der bedeutendste Patriarch Jehuda ha-Nasi („der Fürst“) beigesetzt war. Um 166 nahm der Sanhedrin seinen Sitz schließlich in Tiberias. Der Vorsitzende blieb über die folgenden Jahrhunderte Ansprechpartner der Römer und wichtigste geistliche Autorität der Juden im Land sowie (neben dem Exilarchen, dem Führer der jüdischen Gemeinde in Babylonien) auch in der Diaspora, ehe das Amt des Patriarchen Anfang des 5. Jahrhunderts unterging und ausweislich eines Gesetzes des römischen Kaisers Theodosius II. spätestens 429 nicht mehr bestand.
Gamaliel I. wurde als erster mit dem Ehrentitel „Rabban“ bezeichnet, der danach als Titel aller Patriarchen diente.
Die Patriarchen
1. Hillel (30 v. Chr.–9 n. Chr.)
2. Simeon I. (??–9)
3. Gamaliel I. (um 20–~50)
4. Simeon II. (um 10–70)
5. Gamaliel II. (80–110)
6. Simeon III. (um 135–165)
7. Jehuda ha-Nasi (Juda I.) (165–217)
8. Gamaliel III. (217–um 235)
9. Juda II. (um 235–250)
10. Gamaliel IV. (um 250–265)
11. Juda III. (265–330)
12. Hillel II. (330–365)
13. Gamaliel V. (365–380)
14. Juda IV. (380–400)
15. Gamaliel VI. (400–415)